# France 3 Midi-Pyrénées
France 3 Midi-Pyrénées est une des vingt-quatre antennes métropolitaines de proximité de la société France Télévisions Émettant depuis Toulouse, elle couvre huit départements de la région Occitanie : l’Ariège, l’Aveyron, la Haute-Garonne, le Gers, le Lot, les Hautes-Pyrénées, le Tarn et le Tarn-et-Garonne, et peut également être reçue par la TNT dans le sud de la Nouvelle-Aquitaine. Elle appartient à la direction régionale de France 3 Occitanie.

## Histoire de la chaîne

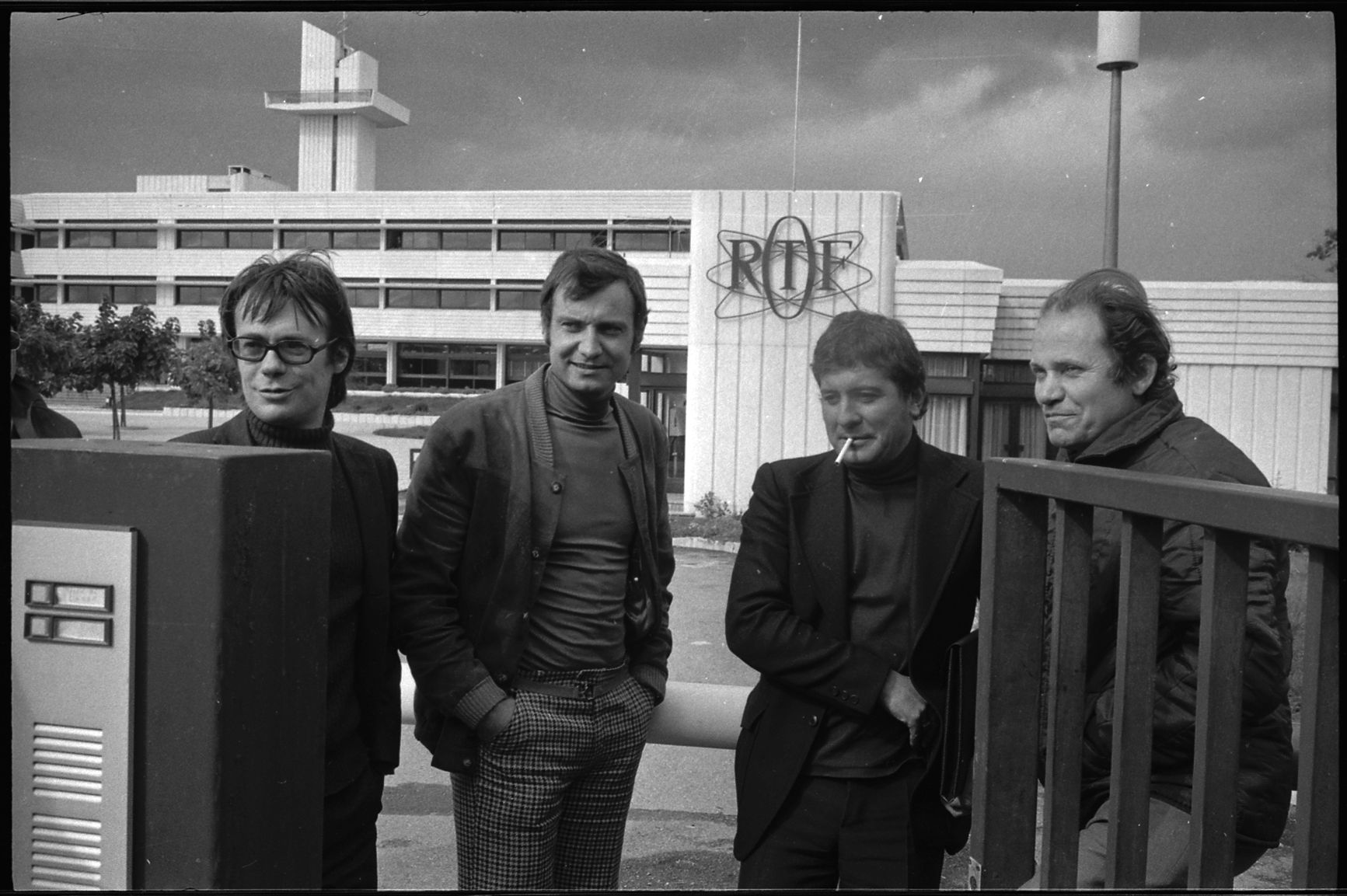
Site toulousain de l'ORTF en 1974.

L'antenne de télévision du Pic du Midi est inaugurée en 1957, et les premiers programmes régionaux expérimentaux sont diffusés en février 1962,. À l'origine, l'antenne de "Télé Midi-Pyrénées-Aquitaine" desservait une grande zone, constituée par les régions Midi-Pyrénées, Languedoc-Roussillon, Aquitaine et Limousin. Les émissions destinées à Midi-Pyrénées et au Languedoc-Roussillon étaient diffusées un jour sur deux sous le nom de "RTF Télé Toulouse-Pyrénées", tandis que celles destinées à l'Aquitaine et le Limousin étaient diffusées sur la même antenne les autres jours de la semaine sous le nom de RTF Télé Bordeaux-Aquitaine. En 1965, l'antenne de Télé Limoges est créée et, à partir de 1966, avec l'inauguration des studios de Télé Bordeaux-Aquitaine, l'antenne régionale est désormais indépendante.
Son premier journal télévisé fut diffusé sur l'émetteur du pic du Midi de Bigorre, département des Hautes-Pyrénées, par la Radiodiffusion-télévision française (RTF) le 6 décembre 1963. Elle appartiendra par la suite, à l'Office de radiodiffusion télévision française (ORTF) en 1964 jusqu'à son éclatement, le 6 janvier 1975 par France Régions 3 rebaptisée le 7 septembre 1992 France 3 Sud. Elle s'est scindée en deux chaînes distinctes le 4 janvier 2010 : France 3 Midi-Pyrénées et France 3 Languedoc-Roussillon.

## Organisation

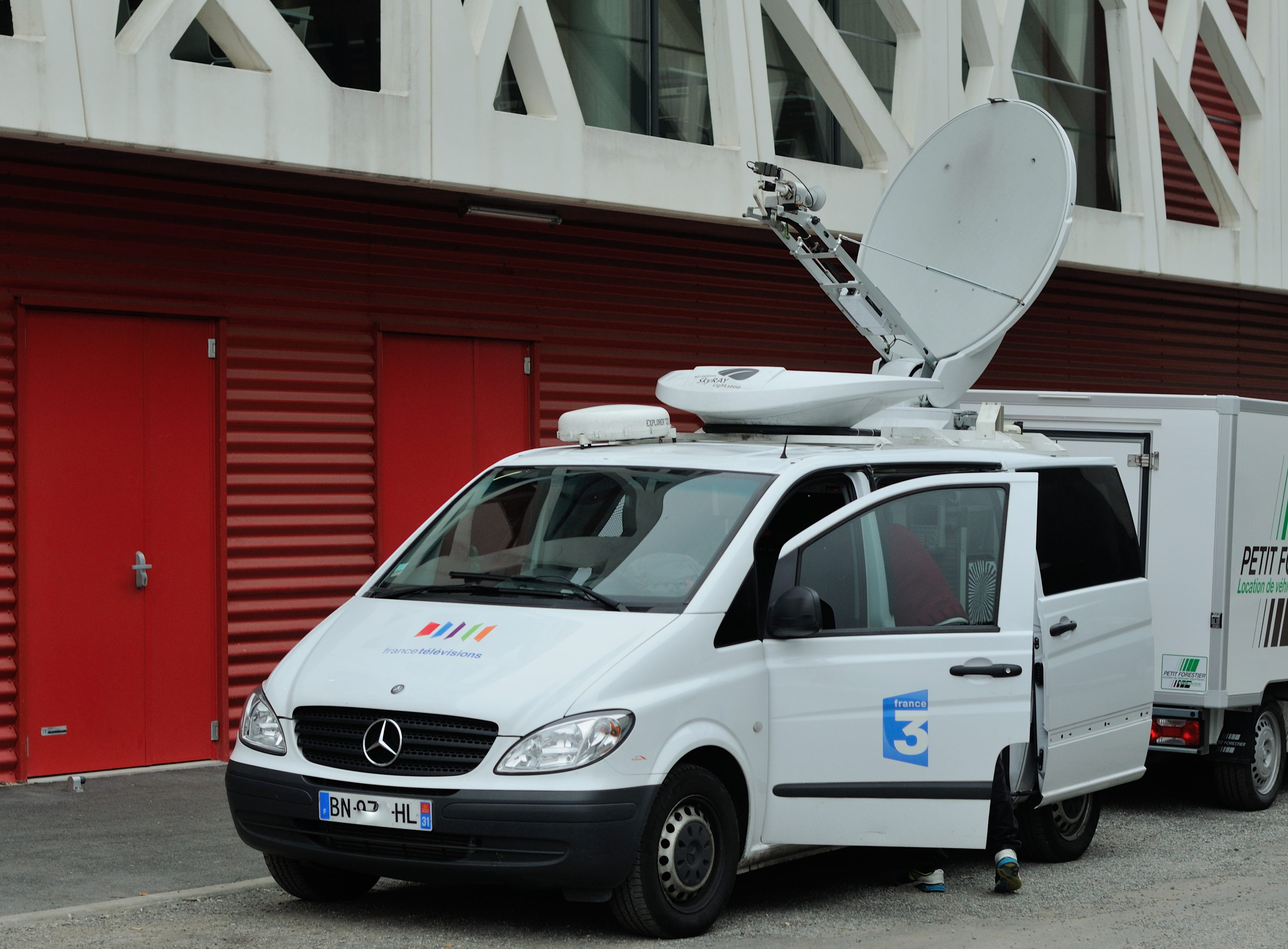
Véhicule satellite de France 3 Midi-Pyrénées couvrant le blocage de la faculté du Mirail en 2014.

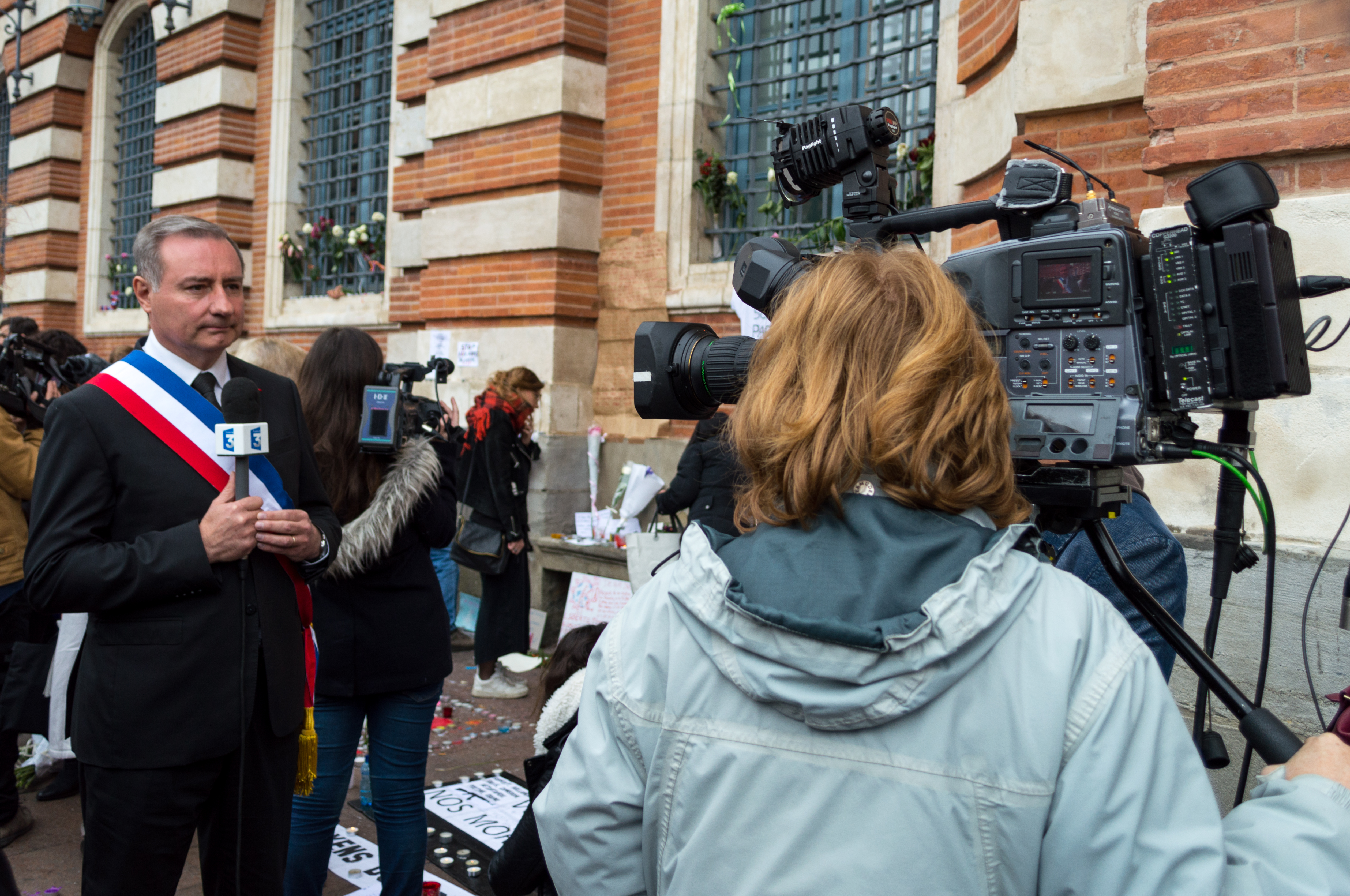
Le maire de Toulouse, Jean-Luc Moudenc, se prépare à intervenir sur France 3 Midi-Pyrénées, à la suite des attentats du 13 novembre 2015.

La Direction et le Centre Technique sont situés à Toulouse (24, chemin de la Cépière). La directrice de France 3 Midi-Pyrénées est Claire Combes.
La rédaction régionale (50 journalistes à Toulouse), dirigée par Franck Omer, réalise les journaux régionaux de 12h et 19h.
Deux bureaux d'information de proximité (BIP - 2 journalistes) installés à Tarbes et Foix sont rattachés à la rédaction régionale de Toulouse.
La rédaction de France 3 Quercy-Rouergue (8 journalistes répartis entre Rodez, Cahors et Millau), dirigée depuis Rodez par Corine Lebrave, réalise un journal local de 7 minutes diffusé à 19h18 dans l'Aveyron et le Lot.
La rédaction de France 3 Tarn (7 journalistes à Terssac, près d'Albi) réalise un journal local de 7 minutes diffusé à 18h53 dans le Tarn via l'émetteur du Pic de Nore.

## Émissions régionales
Sa grille des programmes est basée sur un « programme commun » produit à Paris et diffusé au niveau national par l'ensemble des stations régionales de France 3, auquel viennent s'ajouter des productions propres (journaux, bulletins météo, retransmission de certains événements régionaux ou de compétitions sportives) ou en collaboration avec France Bleu Occitanie (reprise en direct de la radio de 7 heures à 8 heures 40). En plus des émissions en français, la chaîne propose quelques programmes en occitan : informations régionales et émission Viure al Pais.

### Émissions de proximité
- 09h50 le matin, magazine matinal de proximité diffusé les lundi, mardi, jeudi et vendredi matin à 9h45
- Enquêtes de régions, magazine d'information diffusé le dernier vendredi du mois à 23h10
- La voix est libre, magazine de débat diffusé le dimanche à 11h30 (le hors série est diffusé à 11h)
- Rugby Magazine, magazine sportif diffusé le samedi à 12h05
- Cap Sud Ouest, magazine de découverte diffusé le dimanche à 12h50 remplacé par O la pleine vie
- Pyrénées Pirineos, magazine de découverte des Pyrénées diffusé le 1er dimanche du mois à 10h45
- Carnets de vol, magazine consacré à l'aéronautique diffusé le 2e dimanche du mois à 10h45
- Signes du toro, magazine consacré à la tauromachie diffusé le 3e dimanche du mois à 10h45
- Viure al país (Vivre au pays), magazine en occitan ou en catalan diffusé le dimanche à 11h30

## Identité visuelle
Le 29 janvier 2018, France 3 dévoile le nouveau logo pour le réseau Midi-Pyrénées, qui apparaîtra le même jour sur l'antenne.

### Identité visuelle (logo)

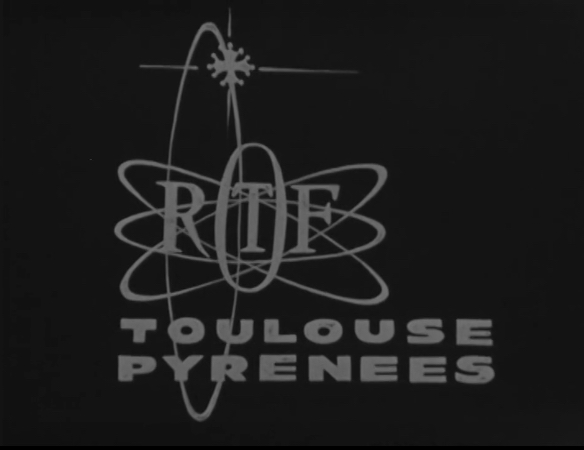
Logo de l’ORTF Toulouse Pyrénées du 27 juin 1964 au 5 janvier 1975.
Logo de France 3 Sud du 7 septembre 1992 au 6 janvier 2002.
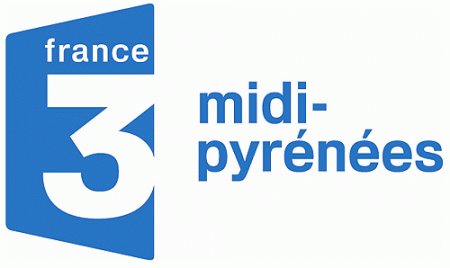
Logo de France 3 Midi-Pyrénées du 7 janvier 2002 au 3 janvier 2010.
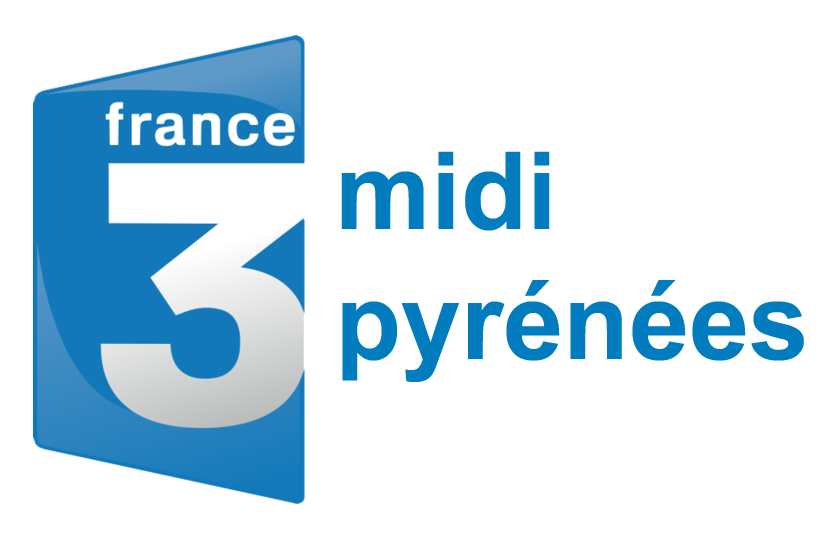
Logo de France 3 Midi-Pyrénées du 4 janvier 2010 au 3 janvier 2016.
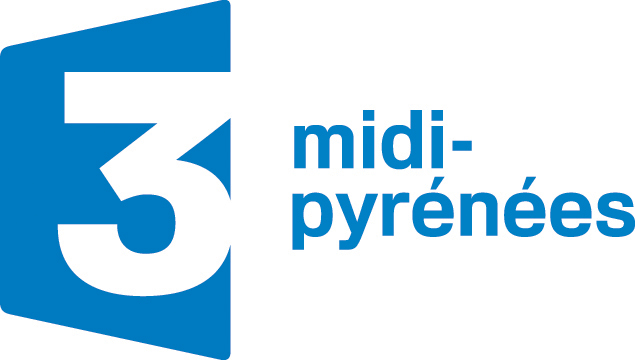
Logo de France 3 Midi-Pyrénées du 4 janvier 2016 au 28 janvier 2018.
Logo de France 3 Midi-Pyrénées depuis le 29 janvier 2018.

## Présentateurs
- Anne Sophie Mandrou et Frédéric Fraisse (Enquêtes de Régions)
- Mickaël Potot (Ensemble c'est mieux - Occitanie)
- Sophie Pointaire (12/13 ; 19/20)
- Pierjean Frison (12/13 ; 19/20 et Carnet de Vol)
- Bruno Frédiani (12/13 ; 19/20)
- Frédéric Fraisse (12/13 ; 19/20)
- Stéphanie Bousquet (12/13 ; 19/20)
- Patrick Noviello et Laurent Dubois (Dimanche en Politique)
- Corinne Lebrave, Mathilde de Flamesnil, Rouzane Avanissian, Eric Marlot et Régis Guillon (Edition de proximité du Quercy-Rouergue)
- Aziza Poittevin et Pascale Lagorce (Edition de proximité du Tarn)

## Slogans
- 1992-2001 : « France 3, la télé qui prend son temps »
- 2001-2010 : « France 3, de près, on se comprend mieux »[8]
- 2010-2011 : « France 3, avec vous, à chaque instant »
- 2011-2012 : « Entre nous, on se dit tout »
- 2012-2013 : « Vous êtes au bon endroit »
- 2013 : « Depuis 40 ans, vous êtes au bon endroit »
- Novembre 2013 : « Nos régions nous inspirent, nos régions vous inspirent »
- Septembre 2018 : « Sur France 3, vous êtes au bon endroit »